# Гаврилівка (Сумська область)
Гаврилівка (у 1931—2016 роках — Гри́шине) — село в Україні, у Сумській області, Роменському районі. Населення становить 653 особи. Входить до складу Роменської міської громади. До 2020 орган місцевого самоврядування — Гришинська сільська рада.
У Гаврилівці народився О. О. Потебня (1835—1891) — видатний український і російський філолог.

## Географія
Село Гаврилівка розташоване на березі річки Олава, вище за течією на відстані 1,5 км наявне село Чижикове, нижче за течією село Бацмани.
Селом протікає струмок, що пересихає.
Поруч пролягає автомобільний шлях Н07.

## Історія
Відоме з XVIII ст. як село Гаврилівка.
У 1931 в Гаврилівці під час примусової колективізації повсталі українські селяни вбили місцевого комуніста Григорія Сім'ю. В тому ж році більшовицька влада перейменувала Гаврилівку на Гришине на його честь.
Село постраждало внаслідок геноциду українського народу, проведеного урядом СРСР 1923—1933 та 1946—1947 роках.
Під час Великої Вітчизняної війни билися з фашистськими загарбниками на різних фронтах 379 жителів Гришиного, з них 101 нагороджено орденами й медалями, 128 чоловік загинули смертю хоробрих. На їх честь односельці встановили пам'ятник. За тимчасової німецько-фашистської окупації майже все село було спалене, 330 юнаків і дівчат вивезено на каторжні роботи до Німеччини. Учасника партизанського руху вчителя Я. Я. Короткого гітлерівці повісили, а вчителя Л. Я. Ігнатенка разом з сім'єю спалили живцем.
У Гришиному народився О. О. Потебня (1835—1891) —видатний український і російський філолог.
19 травня 2016 року відновлено історичну назву села.
12 червня 2020 року, відповідно до розпорядження Кабінету Міністрів України № 723-р «Про визначення адміністративних центрів та затвердження територій територіальних громад Сумської області», село увійшло до складу Роменської міської громади.
19 липня 2020 року, в результаті адміністративно-територіальної реформи та ліквідації Роменського району(1930—2020), увійшло до складу новоутвореного Роменського району.

## Політика

### Парламентські вибори, 2019
На позачергових парламентських виборах 2019 року у селі функціонувала окрема виборча дільниця № 590494, розташована у приміщенні будинку культури.
Результати
- зареєстровано 347 виборців, явка 52,74 %, найбільше голосів віддано за «Слугу народу» — 39,78 %, за Всеукраїнське об'єднання «Батьківщина» — 24,31 %, за Радикальну партію Олега Ляшка — 10,50 %[3]. В одномандатному окрузі найбільше голосів отримав Максим Гузенко (Слуга народу) — 31,67 %, за Віктора Ладуху (Всеукраїнське об'єднання «Батьківщина») — 28,33 %, за Анатолія Кобзаренка (самовисування) — 15,00 %[4].

## Економіка
- Молочно-товарна та птахо-товарна ферма.
- ТОВ «Горизонт».

## Населення

### Мова
Розподіл населення за рідною мовою за даними перепису 2001 року:
| Мова            | Кількість | Відсоток |
| --------------- | --------- | -------- |
| українська      | 631       | 96.63 %  |
| російська       | 18        | 2.75 %   |
| румунська       | 2         | 0.31 %   |
| інші/не вказали | 2         | 0.31 %   |
| Усього          | 653       | 100 %    |

## Соціальна сфера
- Школа
- Клуб

## Пам'ятки
- Могила полеглих солдат
- Могила Г. В. Сім'ї[d] — активіста колгоспного руху;
- Пам'ятник Олександру Потебні[d] — українського і російського вченого-філолога;

## Відомі люди
- Потебня Олександр Опанасович — український мовознавець, філософ, фольклорист, етнограф, літературознавець, педагог, громадський діяч.
- Зозуля Олександр — український військовик, учасник російсько-української війни[6].